# Aubvillers
Aubvillers est une commune française située dans le département de la Somme en région Hauts-de-France.

## Géographie

### Localisation
Aubvillers est un village picard de l'Amiénois.
À vol d'oiseau, la localité est située à 6 km au sud de Moreuil, 10 km au sud-est d'Ailly-sur-Noye, 10 km au nord-ouest de Montdidier, 24 km au sud-est d'Amiens et à 42 km au nord-est de Beauvais.
Le territoire de la commune est limitrophe de ceux de cinq communes.
Les communes limitrophes sont  Braches, Grivesnes, Malpart, Sauvillers-Mongival et Trois-Rivières.

### Hydrographie
La commune est située dans le bassin Artois-Picardie. Elle n'est drainée par aucun cours d'eau.

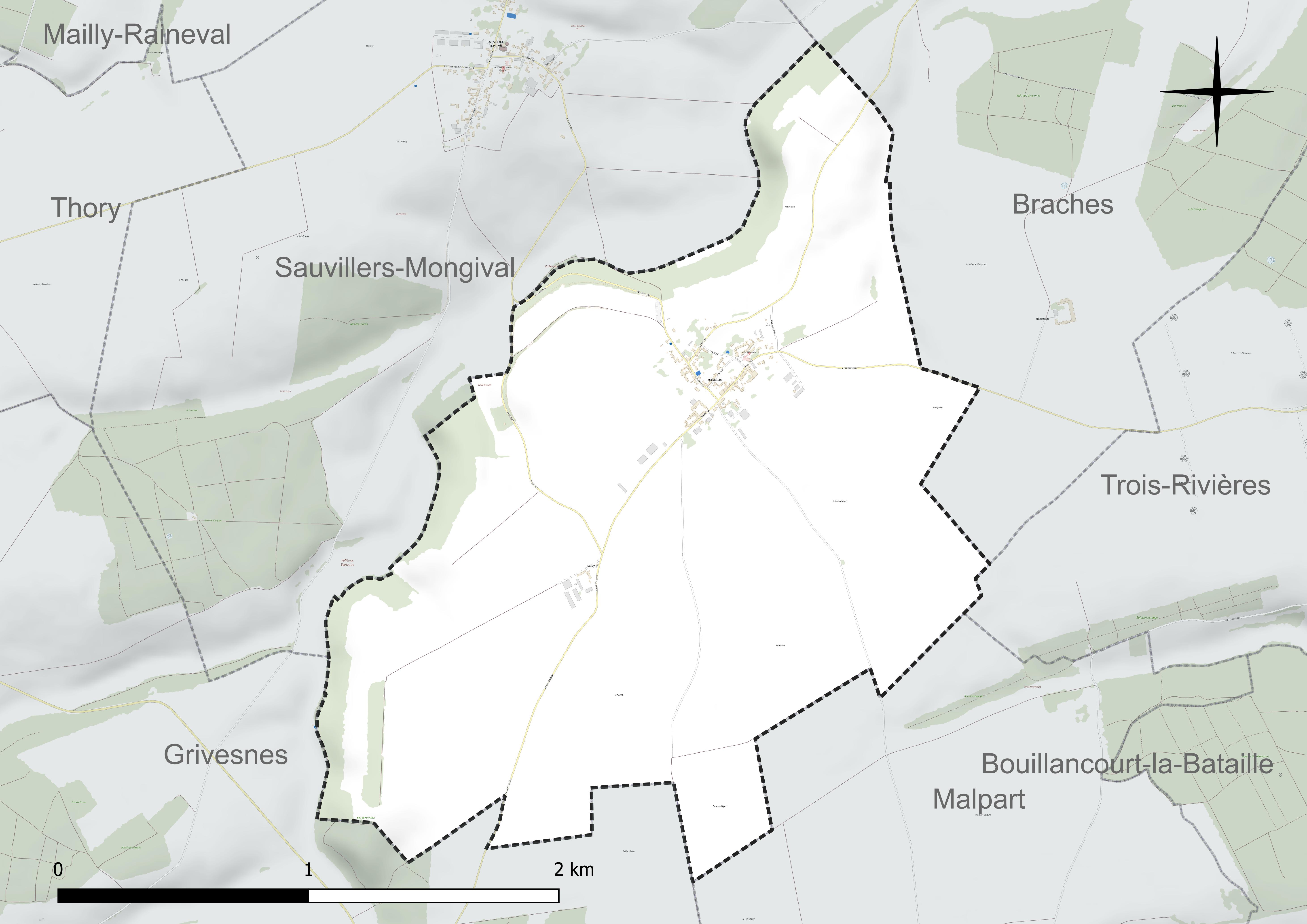
Réseau hydrographique d'Aubvillers.

### Climat
Pour des articles plus généraux, voir Climat des Hauts-de-France et Climat de la Somme.
En 2010, le climat de la commune est de type climat océanique dégradé des plaines du Centre et du Nord, selon une étude du CNRS s'appuyant sur une série de données couvrant la période 1971-2000. En 2020, Météo-France publie une typologie des climats de la France métropolitaine dans laquelle la commune est exposée à un climat océanique et est dans la région climatique Nord-est du bassin Parisien, caractérisée par un ensoleillement médiocre, une pluviométrie moyenne régulièrement répartie au cours de l'année et un hiver froid (3 °C).
Pour la période 1971-2000, la température annuelle moyenne est de 10,3 °C, avec une amplitude thermique annuelle de 14,5 °C. Le cumul annuel moyen de précipitations est de 684 mm, avec 11,4 jours de précipitations en janvier et 8,3 jours en juillet. Pour la période 1991-2020, la température moyenne annuelle observée sur la station météorologique la plus proche, située sur la commune de Rouvroy-les-Merles à 11 km à vol d'oiseau, est de 10,7 °C et le cumul annuel moyen de précipitations est de 647,9 mm,. Pour l'avenir, les paramètres climatiques de la commune estimés pour 2050 selon différents scénarios d'émission de gaz à effet de serre sont consultables sur un site dédié publié par Météo-France en novembre 2022.

## Urbanisme

### Typologie
Au 1er janvier 2024, Aubvillers est catégorisée commune rurale à habitat dispersé, selon la nouvelle grille communale de densité à sept niveaux définie par l'Insee en 2022.
Elle est située hors unité urbaine. Par ailleurs la commune fait partie de l'aire d'attraction d'Amiens, dont elle est une commune de la couronne,. Cette aire, qui regroupe 369 communes, est catégorisée dans les aires de 200 000 à moins de 700 000 habitants,.

### Occupation des sols
L'occupation des sols de la commune, telle qu'elle ressort de la base de données européenne d'occupation biophysique des sols Corine Land Cover (CLC), est marquée par l'importance des territoires agricoles (96,9 % en 2018), une proportion identique à celle de 1990 (96,9 %). La répartition détaillée en 2018 est la suivante : 
terres arables (91,1 %), zones agricoles hétérogènes (5,8 %), forêts (3,1 %). L'évolution de l'occupation des sols de la commune et de ses infrastructures peut être observée sur les différentes représentations cartographiques du territoire : la carte de Cassini (XVIIIe siècle), la carte d'état-major (1820-1866) et les cartes ou photos aériennes de l'IGN pour la période actuelle (1950 à aujourd'hui).

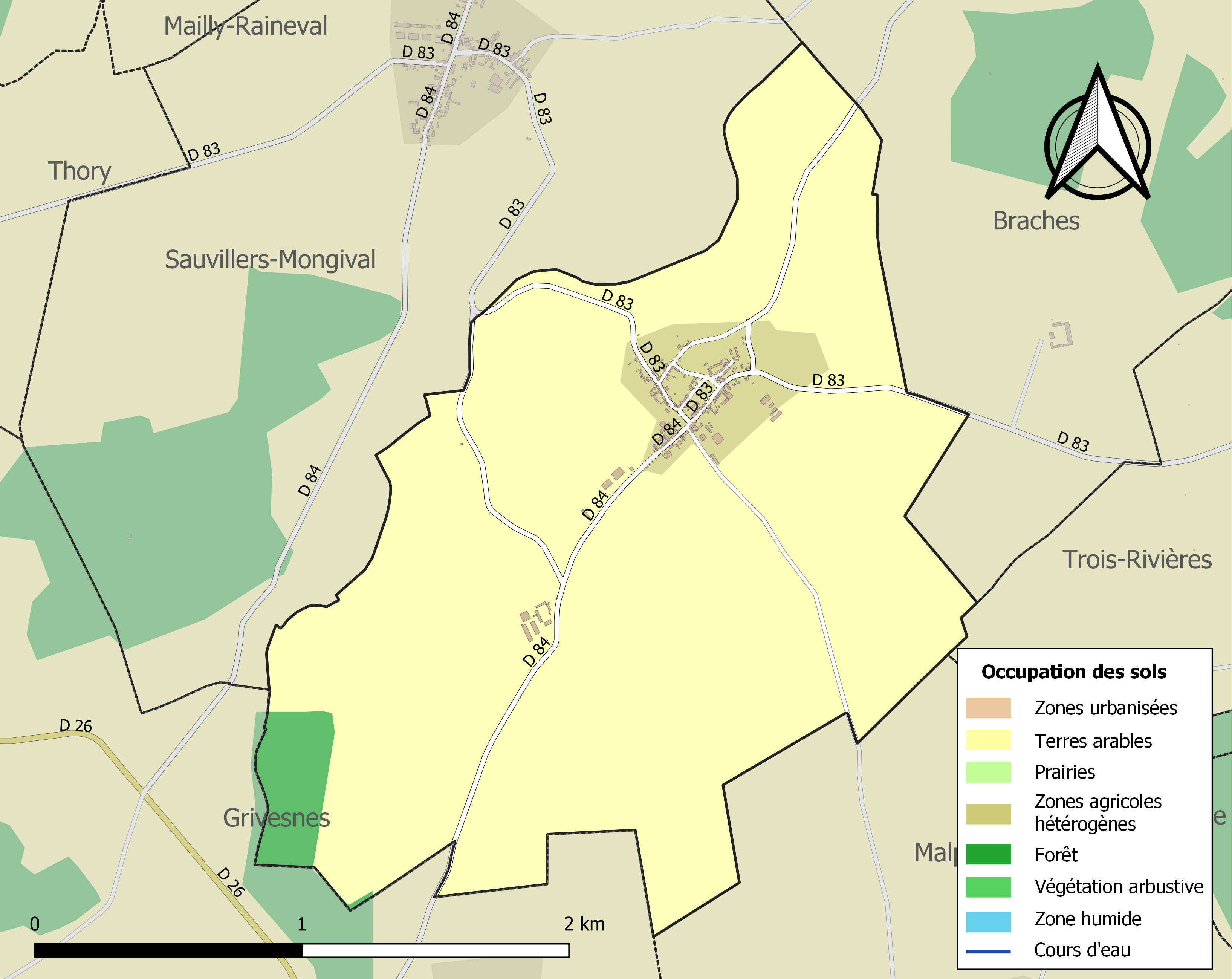
Carte des infrastructures et de l'occupation des sols de la commune en 2018 (CLC).

## Toponymie
Le nom de la localité est attesté sous les formes Altum villare dès 1106, Aubvillers en 1146, Auheviller en 1185.
La forme de l'année 1106 est intéressante et permet d'affirmer que ce toponyme désignait, à l'origine un vieux domaine gallo-romain d'un certain Albo. Par vieux, il faut pencher pour un domaine plus ancien que d'autres proches, simplement plus récents.
Aubvillé en picard.

## Histoire
Des photographies aériennes de Roger Agache ont mis en évidence la présence de substructions paraissant anciennes.
Le duc de Bourgogne Charles le Téméraire campe à Aubvillers en 1472 après avoir mené l'infructueux siège de Beauvais.
Première Guerre mondiale
À la fin de la guerre, le village est considéré comme détruit,,,,.
La commune a été décorée de la Croix de guerre 1914-1918 le 30 octobre 1920.

## Politique et administration

### Rattachements administratifs et électoraux
La commune se trouve dans l'arrondissement de Montdidier du département de la Somme. Pour l'élection des députés, elle fait partie depuis 2012 de la quatrième circonscription de la Somme.
Elle fait partie depuis 1801 du canton d'Ailly-sur-Noye, qui a été modifié et agrandi dans le cadre du redécoupage cantonal de 2014 en France.

### Intercommunalité
La commune était membre de la communauté de communes du Val de Noye, créée par un arrêté préfectoral du 11 mai 2001, et qui succédait, conformément aux dispositions de la Loi Chevènement, au District du Val de Noye, créé en 1994.
Dans le cadre des dispositions de la loi portant nouvelle organisation territoriale de la République du 7 août 2015, qui prévoit que les établissements publics de coopération intercommunale (EPCI) à fiscalité propre doivent avoir un minimum de 15 000 habitants, la préfète de la Somme propose en octobre 2015 un projet de nouveau schéma départemental de coopération intercommunale (SDCI) prévoyant la réduction de 28 à 16 du nombre des intercommunalités à fiscalité propre du département.
Après des hypothèses de regroupement des communautés de communes du Grand Roye (CCGR), du canton de Montdidier (CCCM), du Santerre et d'Avre, Luce et Moreuil, la préfète dévoile en octobre 2015 son projet qui prévoit la « des communautés de communes d'Avre Luce Moreuil et du Val de Noye », le nouvel ensemble de 22 440 habitants regroupant 49 communes,. À la suite de l'avis favorable des intercommunalités et de la commission départementale de coopération intercommunale en janvier 2016 puis des conseils municipaux et communautaires concernés, la fusion est établie par un arrêté préfectoral du 22 décembre 2016, qui prend effet le 1er janvier 2017.
La commune est donc désormais membre de la communauté de communes Avre Luce Noye (CCALN).

### Liste des maires
| Période                                  | Période                       | Identité       | Étiquette | Qualité             |
| ---------------------------------------- | ----------------------------- | -------------- | --------- | ------------------- |
| Les données manquantes sont à compléter. |                               |                |           |                     |
| mars 2001                                | juillet 2020                  | Henri Derly,   |           | Exploitant agricole |
| juillet 2020                             | En cours (au 2 décembre 2020) | Sergine Ménard |           |                     |

## Population et société

### Démographie
L'évolution du nombre d'habitants est connue à travers les recensements de la population effectués dans la commune depuis 1793. Pour les communes de moins de 10 000 habitants, une enquête de recensement portant sur toute la population est réalisée tous les cinq ans, les populations de référence des années intermédiaires étant quant à elles estimées par interpolation ou extrapolation. Pour la commune, le premier recensement exhaustif entrant dans le cadre du nouveau dispositif a été réalisé en 2005.

En 2022, la commune comptait 167 habitants, en évolution de +19,29 % par rapport à 2016 (Somme : −1,26 %, France hors Mayotte : +2,11 %).
| 1793 | 1800 | 1806 | 1821 | 1831 | 1836 | 1841 | 1846 | 1851 |
| ---- | ---- | ---- | ---- | ---- | ---- | ---- | ---- | ---- |
| 320  | 297  | 315  | 276  | 332  | 334  | 361  | 367  | 364  |

| 1856 | 1861 | 1866 | 1872 | 1876 | 1881 | 1886 | 1891 | 1896 |
| ---- | ---- | ---- | ---- | ---- | ---- | ---- | ---- | ---- |
| 362  | 330  | 333  | 305  | 275  | 261  | 250  | 238  | 227  |

| 1901 | 1906 | 1911 | 1921 | 1926 | 1931 | 1936 | 1946 | 1954 |
| ---- | ---- | ---- | ---- | ---- | ---- | ---- | ---- | ---- |
| 233  | 224  | 204  | 123  | 145  | 123  | 123  | 96   | 100  |

| 1962 | 1968 | 1975 | 1982 | 1990 | 1999 | 2005 | 2006 | 2010 |
| ---- | ---- | ---- | ---- | ---- | ---- | ---- | ---- | ---- |
| 115  | 114  | 101  | 102  | 95   | 96   | 109  | 113  | 131  |

| 2015 | 2020 | 2022 | - | - | - | - | - | - |
| ---- | ---- | ---- | - | - | - | - | - | - |
| 140  | 159  | 167  | - | - | - | - | - | - |

### Enseignement
Les enfants de la commune sont scolarisés depuis 2018 au sein d'un regroupement pédagogique concentré (RPC) bipolaire, qui accueille les enfants de Mailly-Raineval, Sauvillers-Mongival, Aubvillers, Thory, Louvrechy et Rouvrel dans deux sites, à Louvrechy pour la moitié des élèves, soit une soixantaine de la petite section de maternelle au CP, les autres étant scolarisés à Rouvrel.
La construction des nouveaux locaux a lieu en 2017-2018 et l'ancienne école, qui ne comptait qu'une classe, est transformée pour servir de cantine et de cuisine,,. Ce RPC a succédé à un regroupement pédagogique intercommunal (RPI) afin de prendre en compte la croissance des effectifs.

## Culture locale et patrimoine

### Lieux et monuments

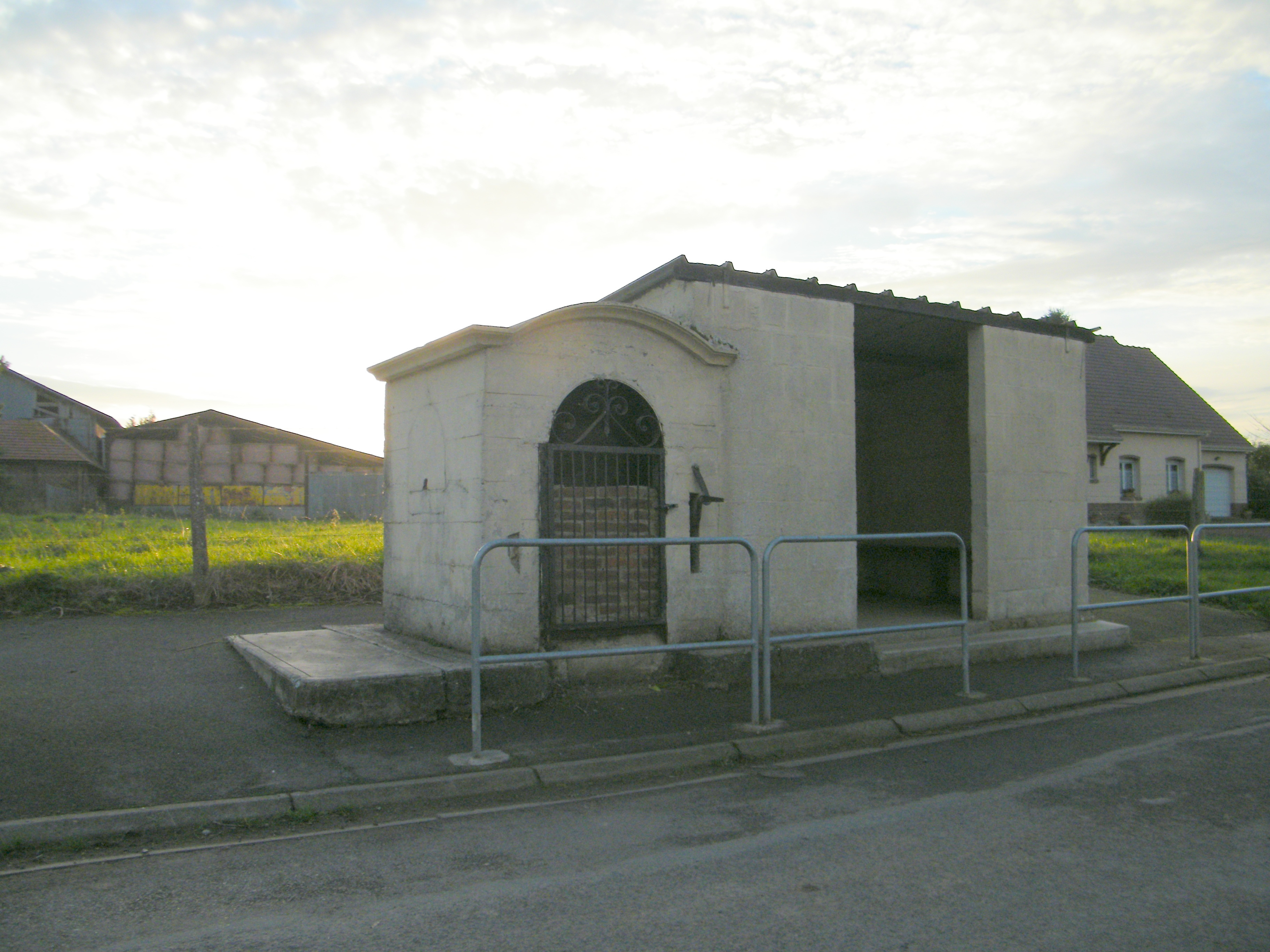
Puits communal et abri scolaire.

- Église Saint-Jacques-le-Majeur[45], reconstruite après les destructions de la Première Guerre mondiale[46],[47], et comprenant des vitraux de saint Jacques, saint Michel et du Sacré-Cœur, réalisées en 1926 par le maître-verrier limougeaud Chigot[48].

Elle contient notamment un petit christ en bois peint du XVIIIe siècle.
- Chapelle de la Vierge. Édifiée en 1927 pour reconnaissance et protection contre la maladie[50]. Elle renferme un beau vitrail représentant saint Henri, patron du donateur, Henri Caumon[21].
- Oratoire à la Vierge. Il a remplacé un calvaire à la suite de travaux routiers[50].

## Pour approfondir